# Ctenognophos subemersa
Ctenognophos subemersa är en fjärilsart som beskrevs av Walker 1862. Ctenognophos subemersa ingår i släktet Ctenognophos och familjen mätare. Inga underarter finns listade i Catalogue of Life.